# Мелодії Верійського кварталу
Мелодії Верійського кварталу (груз. ვერის უბნის მელოდიები) — музична стрічка кіностудії «Грузія-фільм». Фільм був знятий 1973 року по мотивам творів Зураба Антонова і Авксентія Цагарелі.

## Опис
Улюблениця всього кварталу Вардо наважується на крадіжку, щоб знайти кошти для навчання доньок візника Павле. Поліція заарештовує візника, але прачка Вардо зізнається у своєму вчинку і потрапляє за ґрати. Обурені мешканці кварталу припиняють роботу і виходять на вулицю. Для відновлення спокою і порядку, поліцмейстер дає вказівку відпустити всіх затриманих і зарахувати дівчаток до танцювального класу по протекції міської влади. Павле розуміє, що вчинком Вардо рухала любов, і до загальної радості робить їй пропозицію.

## В ролях
|                         |                                        |  |
|                         |                                        |  |
| Актор                   | Роль                                   |  |
| Софіко Чіаурелі         | прачка Вардо                           |  |
| Буба Кікабідзе          | візник Павле                           |  |
| Ія Нінідзе              | Маро (донька Павле)                    |  |
| Майя Канкава            | Тамро (донька Павле)                   |  |
| Кахі Кавсадзе           | балетмейстер Іноченцо                  |  |
| Аліса Фрейндліх (РРФСР) | Аліса Аквамаринська (дружина Іноченцо) |  |
| Давид Абашидзе          | поліцейський Амагладзе                 |  |
| Гогі Кавтарадзе         | поліцейський Катамадзе                 |  |
| Баадур Цуладзе          | поліцмейстер                           |  |
| Борис Ципурія           | Дзібо                                  |  |
| Еросі Манджгаладзе      | Георг Георков                          |  |
| Лія Гудадзе             | дружина Георкова                       |  |
| Рамаз Чхиквадзе         | Панкес                                 |  |
| Абесалом Лорія          | Яшка                                   |  |
| Гіоргі Гегечкорі        | різник Міхака                          |  |
| Зураб Кікалейшвілі      | поштар                                 |  |

## Визнання
Перший приз і перша премія за найкращу жіночу роль на Всесоюзному кінофестивалі у Баку (1974). Почесними дипломами були нагороджені виконавці дитячих ролей Ія Нінідзе і Майя Канкава.
Диплом Міжнародного кінофестивалю у Сан-Себастьяні (1974). 
Премія за найкращу жіночу роль Софіко Чіаурелі на XXVI міжнародному кінофестивалі у Чехословаччині (1975).